# Резерв (Нью-Мексико)
Резерв (англ. Reserve) — селище в США, в окрузі Катрон штату Нью-Мексико. Населення — 293 особи (2020).

## Географія
Резерв розташований за координатами 33°42′32″ пн. ш. 108°45′41″ зх. д. / 33.70889° пн. ш. 108.76139° зх. д. (33.709006, -108.761433).  За даними Бюро перепису населення США в 2010 році селище мало площу 1,43 км², уся площа — суходіл.

### Клімат
| Клімат : Резерв         | Клімат : Резерв | Клімат : Резерв | Клімат : Резерв | Клімат : Резерв | Клімат : Резерв | Клімат : Резерв | Клімат : Резерв | Клімат : Резерв | Клімат : Резерв | Клімат : Резерв | Клімат : Резерв | Клімат : Резерв | Клімат : Резерв |
| Показник                | Січ.            | Лют.            | Бер.            | Квіт.           | Трав.           | Черв.           | Лип.            | Серп.           | Вер.            | Жовт.           | Лист.           | Груд.           | Рік             |
| Абсолютний максимум, °C | 21,7            | 26,1            | 31,1            | 33,9            | 37,8            | 40,0            | 40,6            | 38,3            | 38,9            | 32,8            | 31,7            | 26,7            | 40,6            |
| Середній максимум, °C   | 11,4            | 13,0            | 16,7            | 21,1            | 25,7            | 31,1            | 31,9            | 30,1            | 27,8            | 22,6            | 16,2            | 12,4            | 21,7            |
| Середній мінімум, °C    | −8,7            | −7,6            | −5,6            | −2,7            | 1,2             | 5,9             | 11,4            | 10,8            | 6,4             | 0,1             | −5,4            | −8,9            | −0,2            |
| Абсолютний мінімум, °C  | −30             | −26,1           | −22,2           | −12,2           | −9,4            | −3,3            | −1,1            | 1,7             | −3,3            | −14,4           | −21,7           | −30,6           | −30,6           |
| Норма опадів, мм        | 28              | 23              | 23              | 11              | 13              | 15              | 60              | 71              | 50              | 43              | 24              | 31              | 392             |
| ----------------------- | --------------- | --------------- | --------------- | --------------- | --------------- | --------------- | --------------- | --------------- | --------------- | --------------- | --------------- | --------------- | --------------- |
| Джерело: WRCC           |                 |                 |                 |                 |                 |                 |                 |                 |                 |                 |                 |                 |                 |

## Демографія
Згідно з переписом 2010 року, у селищі мешкало 289 осіб у 145 домогосподарствах у складі 82 родин. Густота населення становила 202 особи/км².  Було 219 помешкань (153/км²).
Расовий склад населення:
| - 87,5 % — білих - 0,7 % — корінних американців - 0,3 % — чорних або афроамериканців - 0,3 % — азіатів - 8,3 % — осіб інших рас |

До двох чи більше рас належало 2,8 %. Частка іспаномовних становила 40,5 % від усіх жителів.
За віковим діапазоном населення розподілялося таким чином: 20,8 % — особи молодші 18 років, 53,2 % — особи у віці 18—64 років, 26,0 % — особи у віці 65 років та старші. Медіана віку мешканця становила 49,9 року. На 100 осіб жіночої статі у селищі припадало 120,6 чоловіків;  на 100 жінок у віці від 18 років та старших — 110,1 чоловіків також старших 18 років.
Середній дохід на одне домашнє господарство  становив 35 510 доларів США (медіана — 31 389), а середній дохід на одну сім'ю — 47 714 долари (медіана — 44 375). За межею бідності перебувало 39,9 % осіб, у тому числі 65,6 % дітей у віці до 18 років та 10,4 % осіб у віці 65 років та старших.
Цивільне працевлаштоване населення становило 242 особи. Основні галузі зайнятості: освіта, охорона здоров'я та соціальна допомога — 33,5 %, сільське господарство, лісництво, риболовля — 26,4 %, роздрібна торгівля — 12,8 %, науковці, спеціалісти, менеджери — 9,1 %.